# گلیام واربوونیک
گلیام واربوونیک (به لاتین: Golyam Varbovnik) یک منطقهٔ مسکونی در بلغارستان است که در شهرستان بوبف دل واقع شده‌است.